# Timothy Bond
Pour les articles homonymes, voir Bond.
Timothy Bond est un réalisateur et scénariste canadien né en 1942 à Ottawa (Canada).

## Biographie
né le 19 février 1942, à Ottawa, en Ontario, au Canada, fils de CCJ et Elizabeth (nom de jeune fille, Berton) Bond.

## Filmographie

### Réalisateur
- 1977 : Deadly Harvest
- 1982 : Paul et les jumeaux (The Edison Twins) (série télévisée)
- 1982 : Till Death Do Us Part (TV)
- 1983 : Le Voyageur (The Hitchhiker) (série télévisée)
- 1985 : Alfred Hitchcock présente (Alfred Hitchcock Presents) (série télévisée)
- 1986 : One Night Only (TV)
- 1986 : The Campbells (série télévisée)
- 1986 : Hot Shots (série télévisée)
- 1987 : First Offender (TV)
- 1987 : Paire d'as (Diamonds) (série télévisée)
- 1987 : Vendredi 13 (Friday the 13th) (série télévisée)
- 1988 : Superkid (My Secret Identity) (série télévisée)
- 1988 : War of the Worlds (série télévisée)
- 1989 : Pas de répit sur planète Terre (Hard Time on Planet Earth) (série télévisée)
- 1990 : E.N.G. (série télévisée)
- 1992 : Return to the Lost World
- 1992 : The Lost World
- 1993 : Rapture (TV)
- 1994 : TekWar: TekLab (TV)
- 1994 : RoboCop (série télévisée)
- 1994 : Les Anges du bonheur (Touched by an Angel) (série télévisée)
- 1995 : Hercule (Hercules: The Legendary Journeys) (série télévisée)
- 1995 : Chair de poule (Goosebumps) (série télévisée) : Le Masque hanté (The Haunted Mask)
- 1996 : Night of the Twisters (TV)
- 1998 : Harlequin's Loving Evangeline
- 1998 : Ennemis non identifiés (The Shadow Men)
- 1998 : Diamond Girl (TV)
- 1998 : Sur les pistes de la liberté (Running Wild) (TV)
- 1998 : La Coupable idéale (Sweet Deception) (TV)
- 1998 : Animorphs (série télévisée)
- 1998 : De parfaits petits anges (Perfect Little Angels) (TV)
- 1999 : En quête de vérité (Loving Evangeline) (TV)
- 2000 : High Explosive
- 2001 : She
- 2004 : L'Étoile de Noël (TV)
- 2006 : Tentation troublante (Gospel of Deceit) (TV)
- 2006 : Lesser Evil (TV)
- 2005 : À chacun sa vérité (Truth) (TV)
- 2006 : The Secrets of Comfort House (TV)
- 2012 : Le Concours de Noël (Christmas Song) (TV)

### Scénariste
- 1973 : She Cried Murder (TV)
- 1981 : Happy Birthday : Souhaitez ne jamais être invité (Happy Birthday to Me)
- 1982 : Till Death Do Us Part (TV)
- 1985 : Oakmount High (TV)